# Stephen Carr
Stephen Carr (Dublín, Irlanda, 26 de agosto de 1976), exfutbolista irlandés. Juega de defensa y su último equipo fue el Birmingham City de la Premier League de Inglaterra.

## Selección nacional
Ha sido internacional con la Selección de fútbol de Irlanda, ha jugado 44 partidos internacionales. Integró el plantel en el Mundial de Japón y Corea 2002.

## Clubes
| Club               | País       | Año       |
| ------------------ | ---------- | --------- |
| Tottenham Hotspurs | Inglaterra | 1993-2004 |
| Newcastle United   | Inglaterra | 2004-2008 |
| Birmingham City    | Inglaterra | 2009-     |

## Palmarés

### Campeonatos nacionales
| Copa de la Liga Inglesa | Tottenham Hotspurs | Inglaterra | 1999 | Copa de la Liga Inglesa | Birmingham City | Inglaterra | 2011 |

- Datos: Q342308
- Multimedia: Stephen Carr / Q342308